# فیلیپ آریزینا
فیلیپ آریزینا (انگلیسی: Filip Arežina؛ زادهٔ ۸ نوامبر ۱۹۹۲ بازیکن فوتبال اهل بوسنی و هرزگوین است.
از باشگاه‌هایی که در آن بازی کرده‌است می‌توان به باشگاه فوتبال ژلیزنیچار سارایوو اشاره کرد.
وی همچنین در تیم‌های ملی فوتبال زیر ۲۱ سال بوسنی و هرزگوین و بوسنی و هرزگوین بازی کرده‌است.